# Stadion im. Stanisława Bąka
Stadion OSiR im. Stanisława Bąka – stadion piłkarski mieszczący się w Wągrowcu przy ul. Kościuszki 59. Stadion powstał w latach powojennych na wale ziemnym.
Stadion był miejscem zgrupowania Reprezentacji Polski przed mistrzostwami świata w RFN w 1974 roku. W roku 2006 nastąpiła modernizacja stadionu. Wymienione zostały między innymi stare drewniane ławki na plastikowe siedziska ułożone w szachownicę w barwach klubowych (czarnych i żółtych), przebudowany został budynek klubowy wraz z zapleczem socjalnym i salą konferencyjną, wymienione zostało ogrodzenie wokół stadionu. W kolejnych latach dobudowana została metalowa klatka dla kibiców gości, zlikwidowano bieżnię żużlową i wyłożono ją murawą przybliżając w ten sposób całą płytę boiska w kierunku trybun. Stadion posiada licencję do gry najwyżej na I-ligowym poziomie.

## Patron
Stanisław Bąk był żywą legendą stadionu w Wągrowcu. Pełnił funkcję zarządcy stadionu. Znany był ze swojego zamiłowania do piłki nożnej i troski jaką wkładał w pielęgnację stadionu, czyniąc z niego swój drugi dom. Po jego śmierci w 2004 roku stadionowi nadano właśnie jego imię.

## Zaplecze
Stadion im. Stanisława Bąka jest jednym z obiektów wągrowieckiego ośrodka sportu i rekreacji. Pozostałe to m.in.:
- stadion lekkoatletyczny ze sztuczną nawierzchnią
- korty tenisowe
- hotel i restauracja
- kąpielisko miejskie nad jeziorem Durowo wraz z wypożyczalnią sprzętu wodnego
- hala sportowa im. Edmunda Cieśli
- centrum odnowy biologicznej
- aquapark (otwarty 25 stycznia 2011)[1]
- boisko do siatkówki plażowej
- siłownia plenerowa

## Bilety
Bilety nabywa można w dwóch kasach stadionowych przy ul. Kościuszki.